# Paullinia obovata
Paullinia obovata là một loài thực vật có hoa trong họ Bồ hòn. Loài này được (Ruiz & Pav.) Pers. mô tả khoa học đầu tiên năm 1805.